# 江別市消防本部
江別市消防本部（えべつししょうぼうほんぶ）は、北海道江別市の消防部局（消防本部）。

## 沿革
「消防の沿革」参照
- 1959年（昭和34年）：江別市消防本部・江別市消防署設置。
- 1966年（昭和41年）：野幌出張所新築移転。
- 1968年（昭和43年）：救急業務開始。消防本部・消防署新築移転。跡地に中央出張所開設。大麻出張所新築。
- 1971年（昭和46年）：北部出張所新築移転。上江別出張所開設。
- 1975年（昭和50年）：東野幌出張所開設。
- 1984年（昭和59年）：中央出張所新築移転。
- 1988年（昭和63年）：6出張所制を3出張所制とする。
- 1993年（平成05年）：消防本部・消防署新築移転。
- 1996年（平成08年）：大麻出張所新築移転。
- 2011年（平成23年）：高機能消防指令システム運用開始。
- 2013年（平成25年）：石狩振興局管内消防救急デジタル無線の共同運用開始。

## 組織
- 消防本部
  - 総務課
  - 警防課
  - 予防課
- 消防署
  - 消防課
  - 管理課
  - 江別出張所
  - 野幌出張所
  - 大麻出張所

## 消防車両
「消防現勢総括表」参照
- 水槽付ポンプ自動車：4
- はしご自動車：1
- 化学自動車：1
- 救急自動車：4
- 指揮車：1
- 災害情報支援車：2
- 救助工作車：1
- 広報車：1
- 災害支援車：1
- 連絡車：2
- 小型動力ポンプ積載車：4

## 消防署
| 消防署       | 住所             | 出張所                                                                    |
| ------------ | ---------------- | ------------------------------------------------------------------------- |
| 江別市消防署 | 野幌代々木町80-8 | 江別：3条1-1 野幌：野幌代々木町80-8（消防本部庁舎内） 大麻：大麻元町192-3 |

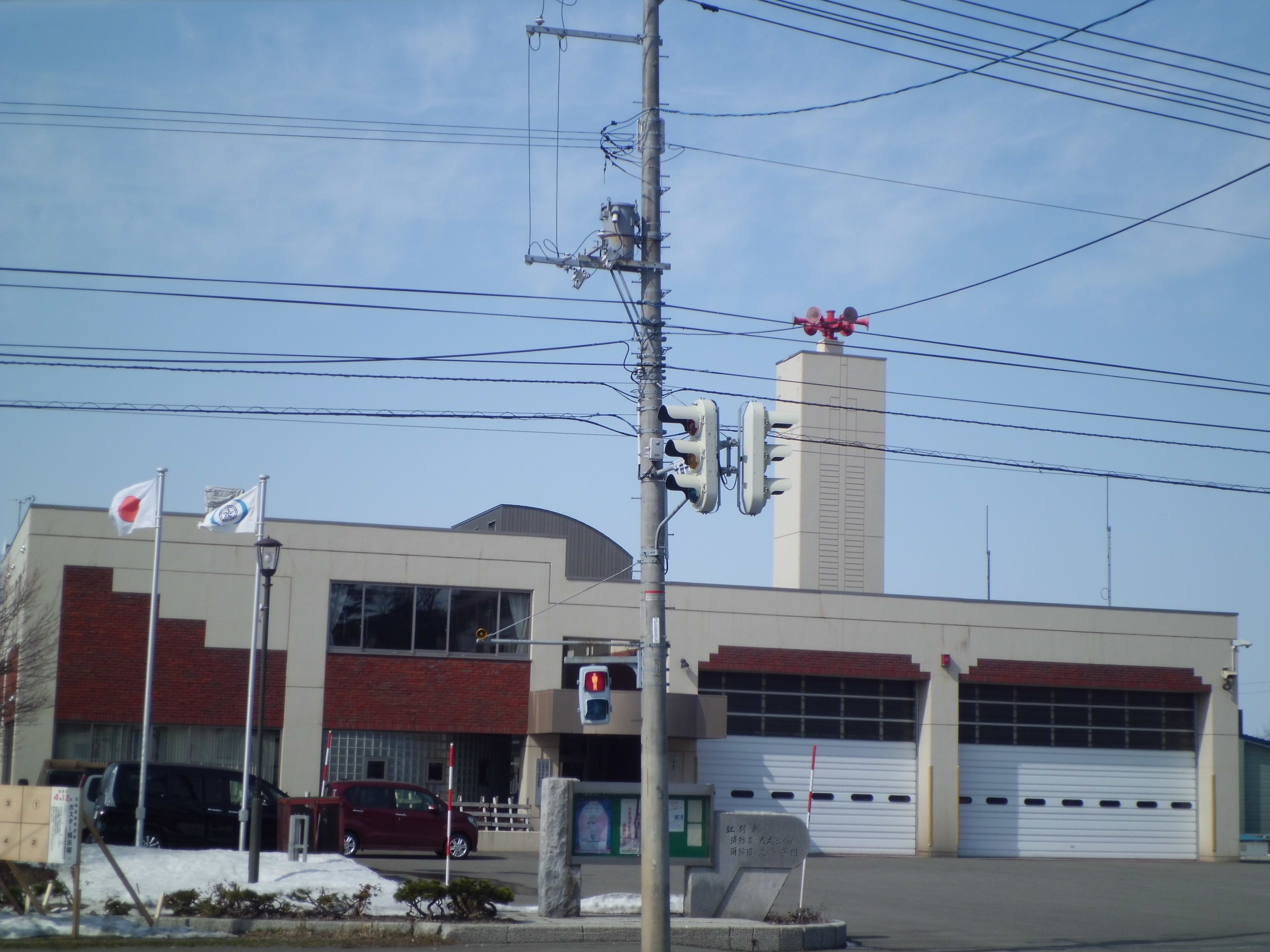
大麻出張所